# René Abrard
Pour les articles homonymes, voir Abrard.
René Abrard (né à Épinal le 25 juin 1892 et mort à Gien le 25 janvier 1973) est un géologue français.

## Biographie
Les travaux de René Abrard ont surtout porté sur le Tertiaire du Bassin parisien ; seul le Lutétien fit l'objet d'une synthèse exhaustive, en 1925, notamment sur la base de ses collections personnelles de fossiles. En 1950, il publie un essai général sur le bassin parisien. Il s'y fait l'avocat des « bons fossiles » stratigraphiques que sont les foraminifères, qu'il utilisa notamment pour sa révision du Lutétien. Naturaliste complet, il avait une vision extrêmement claire de la notion du temps en géologie et des conséquences qu'impliquent les variations fauniques. Il fut un des exemples les plus parfaits d'un école de stratigraphes formés par Émile Haug.